# Ang Thong
Ang Thong (in thailandese ) è una città minore (thesaban mueang) della Thailandia di 12 548 abitanti (2019). Il territorio comunale occupa una parte del distretto di Mueang Ang Thong, che è capoluogo della  provincia omonima, nel gruppo regionale della Thailandia Centrale.

## Geografia fisica

### Territorio
Ang Thong si trova nella parte centrale della pianura del fiume Chao Phraya, circa 100 km a nord della capitale Bangkok. Oltre che dal Chao Phraya è bagnata dal fiume Noi.

### Clima
La temperatura media mensile massima è di circa 30,7° ad aprile, durante la stagione secca, con un picco di 36,7° sempre ad aprile, mentre la media mensile minima è di 25,1° a dicembre, nella stagione fresca, con un picco di 18,9° a dicembre. La media massima mensile delle precipitazioni piovose è di 271 mm in settembre, nella stagione delle piogge, la media minima mensile è di circa 5 mm in gennaio. La stagione fresca va da novembre a febbraio, quella secca da febbraio ad aprile e quella delle piogge da maggio a ottobre.

## Storia
La città era chiamata in origine Mueang Wiset Chai Chan e fu per tradizione un avamposto militare di frontiera a difesa del Regno di Ayutthaya dagli attacchi dei birmani.

## Monumenti e luoghi d'interesse
Grande Buddha della Thailandia, colossale statua del Buddha eretta tra il 1990 e il 2008 nel Wat Muang, alcuni chilometri a ovest del centro cittadino. Alta 92 metri, era nel novembre 2018 la statua più alta della Thailandia e la nona più alta al mondo.

## Economia
Ang Thong si trova in una zona dedita particolarmente all'agricoltura; tra i prodotti dell'artigianato più importanti vi sono bambole in miniatura, mattoni refrattari, tamburi e lavori in vimini.